# Lysias
Pour les articles homonymes, voir Lysias (homonymie).
Œuvres principales
- Contre Ératosthène
- Oraison funèbre[1],[2].

Lysias (en grec ancien : Λυσίας), né en 458 ou en 440 av. J.-C., mort vers 380 av. J.-C., est l'un des dix orateurs attiques retenus par le Canon alexandrin.

## Biographie
Né à Athènes la deuxième année de la quatre-vingtième olympiade selon le Pseudo-Plutarque, soit en 458, ou en 440 av. J.-C., Lysias est un métèque. Son père, qui s'appelle Céphale, est un marchand d'armes syracusain appelé à Athènes par Périclès pour fonder au Pirée une importante fabrique d'armes, laquelle employa plus de 120 esclaves assurant une coquette fortune à la famille. Il apparaît en vieillard heureux dans les premières pages de La République de Platon. Lysias par la suite devint isotèle, c'est-à-dire qu'il doit payer uniquement les impôts des citoyens. 
Il est élevé avec les fils de la haute société athénienne puis à quinze ans part à Thourioi rejoindre la colonie nouvellement fondée en Grande-Grèce, où il étudie la rhétorique. Cependant l'échec en 415 av. J.-C. de l'expédition athénienne en Sicile l'encourage à rentrer à Athènes, probablement en 412.
Il y exerce le métier de rhéteur et exploite avec son frère Polémarque la fabrique familiale de boucliers. Ils acquièrent ainsi une fortune qui leur attire des ennuis sous la dictature des Trente tyrans, les oligarques étant en manque d'argent. Tous deux sont arrêtés (404 av. J.-C.) comme suspects : Lysias réussit à s'échapper à Mégare mais son frère est condamné à boire la ciguë. Il rend de grands services aux démocrates de Phylè en leur fournissant de l'argent (2000 drachmes), 200 boucliers, et environ 300 mercenaires qu'il enrôle à ses frais, participant ainsi au rétablissement de la démocratie.
Pour le récompenser de ses services, une fois la démocratie restaurée, Thrasybule propose de lui accorder le droit de cité. La mesure est votée par le peuple, mais la procédure normale n'ayant pas été respectée (le décret est porté devant l'assemblée sans passer par le Conseil, la Boulè), le décret est cassé. Lysias restera isotèle.
En 403 av. J.-C., il intente un procès au responsable de la mort de son frère, Ératosthène, l'un des Trente tyrans. Cette affaire met en relief son talent d'orateur, et dès lors il se fait logographe. C’est à partir de cette date qu’il cherche à se faire une réputation d’homme de lettres et de professeur de composition littéraire. L'essentiel des discours conservés semblent postérieurs à cette date.

## Style
Lysias fait preuve de tact littéraire, d'humour ; il porte attention aux personnages ; il est célèbre pour son talent à dissimuler son art. Théophraste a reproché à Lysias son utilisation de la pompe et l’ostentation, de la parisose — équilibre rythmique des deux membres d'une phrase — et la paromoiosec’est-à-dire la ressemblance des mots à laquelle on ajoute la parisose ; il est important de préciser que Denys d'Halicarnasse n’attribue pas ce texte, dit « Discours aux Syracusains » à Lysias. Il était souhaitable qu'un discours rédigé pour un client sied à l'âge de celui-ci, à sa situation et aux circonstances. Lysias fut le premier à rendre réellement artistique cette adaptation. Sa langue est élaborée de façon à couler aisément, au contraire de celle de son prédécesseur Antiphon qui recherchait l'emphase et la majesté, de celle, également, de son élève Isée, plus attentif à rendre visible son art et plus logique dans sa manière de présenter l'argumentation,, et, plus tard, de la rhétorique énergique de Démosthène.
Dans les termes de la critique antique, il devint le modèle du style ténu (ἰσχνὸς χαρακτήρ, ἰσχνὴ / λιτὴ / ἀφελὴς λέξις en grec, genus tenue ou subtile en latin). Les critiques grecs puis romains distinguaient trois styles de composition rhétorique : le grand (ou élaboré), le clair ou le simple, et le moyen, le deuxième était le plus proche de la langue parlée dans la vie de tous les jours. La rhétorique grecque commença dans le style élevé ; Lysias fut ensuite un formidable exemple de style clair ; Démosthène enfin porta leur compromis à un état proche de la perfection.
Le vocabulaire de Lysias est relativement simple, et fut considéré comme un modèle de pureté dans l'expression pour le courant de l'atticisme. La plupart des figures rhétoriques sont utilisées avec parcimonie, celles du parallélisme ou du chiasme exceptées. Le goût de l'époque, pas encore complètement émancipé de l'influence de la rhétorique sicilienne, imposait sans doute un usage immodéré de l'antithèse. Lysias, par sa vitalité, excelle dans les descriptions ; il a aussi l'art de dépeindre les plaideurs par petits traits. La structure de ses phrases varie en grande partie selon la dignité du sujet. Il maîtrise les styles périodiques (κατεστραμμένη λέξις) aussi bien que non périodique ou continu (εἰρομένη, διαλελυμένη λέξις). Sa présentation du sujet est toujours simple. Le discours se compose habituellement de 5 parties : introduction (προοίμιον), narration des faits (διήγησις), preuves, argumentaire (πίστεις), qui peut être externe, comme des témoins, ou interne, dérivé des faits eux-mêmes, et enfin conclusion (ἐπίλογος).
C'est dans l'introduction et la narration que Lysias s'illustre le mieux. Dans son plus grand discours, Contre Ératosthène, ainsi que dans l’Olympiacos, il fait preuve de feu et de pathos ; mais ces derniers ne sont pas des qualités caractéristiques de son œuvre. D'après Cicéron, Démosthène se distinguait par sa puissance (vis), Eschine par sa résonance (sonitus), Hypéride par sa précision (acumen), Isocrate par sa douceur (suavitas) ; la caractéristique qu'il attache à Lysias est sa subtilitas, raffinement attique qu'accompagne souvent, comme il l'explique dans son Brutus, une vigueur admirable (lacerti). Lysias n'enrichit pas seulement le style oratoire : sa prose, qui montrait comment la simplicité pouvait s'unir à l'élégance, eut une grande influence sur tous les prosateurs grecs ultérieurs. Par son usage artistique de la langue familière, il pourrait pour peu être appelé l'Euripide de la prose attique.
Lysias a suscité l'intérêt des lecteurs modernes, parce qu'il décrit dans un style pittoresque des scènes de la vie quotidienne athénienne.
Lysias, par son talent oratoire, a également inspiré son nom à l'association estudiantine Conférence nationale Lysias organisant des concours d'éloquence et de plaidoirie et fondée par Erwan Le Douce-Bercot, Gautier Gisserot et Patrice Spinosi en 1992. Cette association est présente dans de nombreuses universités de droit de France par l'intermédiaire des associations Lysias locales et constitue la référence des concours d'art oratoire français.

## Œuvre
Le discours Contre Ératosthène (l'un des Trente, responsable de la mort de son frère), est le seul qu'il ait prononcé lui-même. Les autres ont été écrits pour des clients, à charge pour eux ensuite de le prononcer, à l'occasion de procès de plus ou moins grande importance : dans l'un d'eux, par exemple (Pour l'invalide), un vieillard plaide pour que l'État lui maintienne sa petite pension d'indigent. 
L’art de Lysias a été diversement apprécié. Pour Platon, c’est un mauvais écrivain, qui manque d’invention et de méthode, sans spontanéité ni logique. Cicéron, au contraire, s’il reproche au style de Lysias sa maigreur décharnée, loue sa finesse élégante et spirituelle, et le naturel de ses peintures. Favorinus disait de Lysias et de Platon : « Modifiez, ou supprimez une expression dans le discours de Platon ; si adroitement que vous fassiez ce changement, vous altérerez l'élégance : faites la même épreuve sur Lysias, vous altérerez la pensée » (« Si ex Platonis, inquit, oratione uerbum aliquod demas mutesue, atque id commodatissime facias, de elegantia tamen detraxeris : si ex Lysiae, de sententia. ». De nos jours, nous louons chez Lysias « la sobriété et la simplicité de ton qui dissimule à merveille une technique savante », selon Léon Robin.
D'après Denys d'Halicarnasse, Lysias a composé 233 discours dont il ne reste aujourd'hui que trente-cinq :
1. Sur le meurtre d'Ératosthène, considéré comme l'un de ses chefs-d'œuvre[18]
2. Oraison funèbre
3. Contre Simon (en)
4. Au sujet d'une accusation pour blessure
5. Pour Callias
6. Contre Andocide
7. Sur l'olivier sacré
8. Accusation contre des co-associés
9. Pour le soldat
10. Contre Theomnestos, I
11. Contre Theomnestos, II
12. Contre Ératosthène, considéré comme son discours le plus important[19]
13. Contre Agoratos
14. Contre Alcibiade, I
15. Contre Alcibiade, II
16. Pour Mantithéos, où le portrait du plaideur est l'un des plus vivants de l'auteur[20]
17. Affaire de confiscation
18. Sur la confiscation des biens du frère de Nicias
19. Sur les biens d'Aristophane
20. Pour Polystratos
21. Défense d'un anonyme accusé de corruption
22. Contre les marchands de blé
23. Contre Pancléon
24. Pour l'invalide, plein de verve, un petit chef-d'œuvre dans son genre[21]
25. Pour un citoyen accusé de menées contre la démocratie
26. Au sujet de l'examen d'Évandros
27. Contre Épicratès
28. Contre Ergoclès
29. Contre Philocratès
30. Contre Nicomachos
31. Contre Philon
32. Contre Diogiton
33. Discours olympique
34. Contre une proposition tendant à détruire le gouvernement traditionnel
35. Sur l'amour